# Statistiche e record del Genoa Cricket and Football Club
Nella presente pagina sono riportate le statistiche nonché record riguardanti il Genoa Cricket and Football Club, società calcistica italiana con sede a Genova.

## Partecipazioni ai campionati
| Livello | Categoria           | Partecipazioni | Debutto   | Ultima stagione | Totale |
| ------- | ------------------- | -------------- | --------- | --------------- | ------ |
| 1º      | Campionato Italiano | 6              | 1898      | 1903            | 86     |
| 1º      | Prima Categoria     | 14             | 1904      | 1920-1921       | 86     |
| 1º      | Prima Divisione     | 5              | 1921-1922 | 1925-1926       | 86     |
| 1º      | Divisione Nazionale | 4              | 1926-1927 | 1945-1946       | 86     |
| 1º      | Serie A             | 57             | 1929-1930 | 2024-2025       | 86     |
| 2º      | Serie B             | 34             | 1934-1935 | 2022-2023       | 34     |
| 3º      | Serie C             | 1              | 1970-1971 | 1970-1971       | 2      |
| 3º      | Serie C1            | 1              | 2005-2006 | 2005-2006       | 2      |

In 122 stagioni sportive dalla fondazione del campionato italiano di calcio, compresi 28 tornei di Prima Categoria, Prima Divisione e Divisione Nazionale (A). Nella stagione 1908 il Grifone boicottò il torneo per protesta contro l'esclusione dei calciatori stranieri.

## Statistiche di squadra
Per ogni stagione in cui il Genoa CFC ha preso parte, è riportato il piazzamento complessivo su tutte le squadre italiane partecipanti ai campionati nazionali. La serie di appartenenza è indicata dal colore.

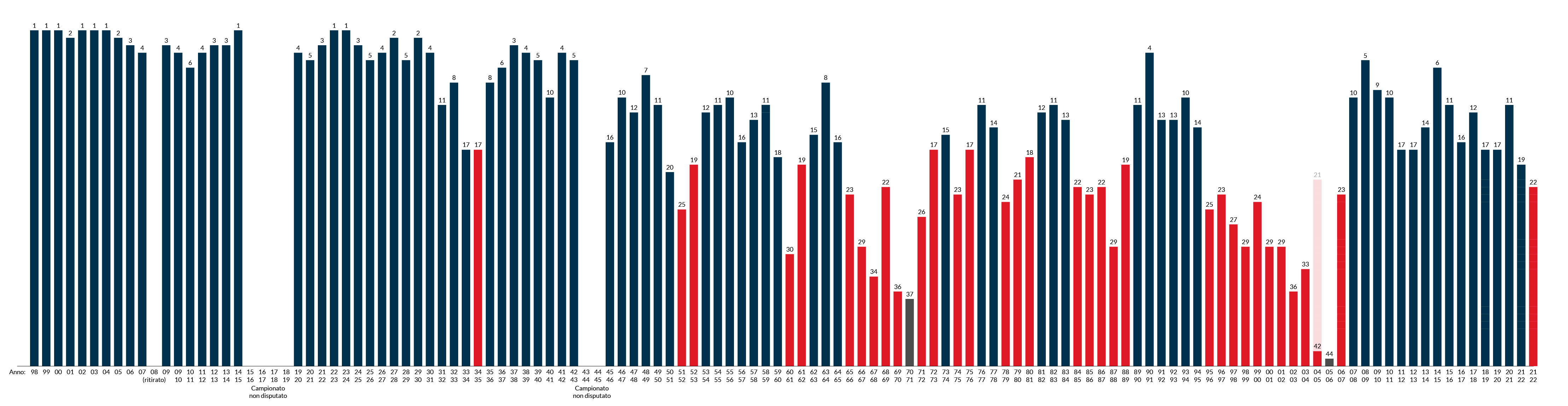
Grafico dei piazzamenti stagione per stagione del Genoa CFC dal 1898 al 2022-23

### Il Genoa in Europa
Competizioni ufficiali
- Coppa UEFA/Europa League

1991-92 (semifinalista)
2009-10 (eliminato alla fase a gironi)
Competizioni non ufficiali
- Coppa dell'Europa Centrale

1929 (eliminato al primo turno)
1930 (eliminato al primo turno)
1937 (eliminato al secondo turno)
1938 (eliminato in semifinale)
- Trofeo Cappelli e Ferrania

1934 (finale)
- Coppa delle Alpi

1962 (campione)
1964 (campione)
- Coppa dell'Amicizia

1961 (partecipante)
1963 (campione)
- Coppa Mitropa

1990 (finalista)
- Coppa Anglo-Italiana

1996 (campione)

### Record
Il Genoa CFC è stata la prima società italiana a:
- ha fondato, insieme ad altre sei squadre, nessuna più esistente, la Federazione Italiana Football (poi Federazione Italiana Giuoco Calcio) (1898)
- vincere il campionato italiano (1898)
- istituire il settore giovanile (1902 ragazzi sotto i 16 anni)
- disputare e vincere una partita all'estero (nel 1903 a Nizza, F.V.Nizza-Genoa 0-3)
- avere al seguito - al pari della Juventus - un "treno speciale" di tifosi in occasione di una partita (1906 a Milano: Genoa-Juventus 0-2)
- assumere un allenatore professionista (1912 - William Garbutt)
- avvalersi di giocatori professionisti (1912 - Grant)
- segnare il maggior numero di reti (16) in trasferta a una squadra avversaria (Acqui F.B.C.) nel massimo campionato di calcio (1914)
- organizzare una nave di tifosi al seguito della squadra (1922 - viaggio Genova/Savona)
- vincere un campionato (28 partite) senza subire sconfitte (1922-23)
- giocare in Argentina e Uruguay (1923)
- appuntare lo scudetto sulle maglie (1924)
- partecipare - al pari della Juventus - ad una competizione europea (1929 - Coppa Europa Centrale)
- adottare come modulo di gioco il "sistema" (1939 All. Barbieri)
- vincere la Coppa delle Alpi (1962)
- subire il minor numero di reti (13) nei campionati di serie B a 20 squadre (1988-89)
- a vincere all’Anfield Road di Liverpool (1992)
- schierare un giocatore giapponese (Miura nel 1994)
- schierare calciatori di nazionalità tunisina (Badra, Bouzaiene, Gabsi e Mhadhebi nel 2001)
- Ottenere la promozione dalla Serie B alla Serie A in terza posizione senza dover partecipare ai Playoff
- Partecipare (con Lazio e Roma) alla prima edizione della Europa League (2009)

## Statistiche individuali

### Lista dei capitani
Lista dei capitani del Genoa, ruolo, anni di militanza, stagioni da capitano e presenze e reti con il grifone in campionato.
| Calciatore           | Ruolo | Stagioni al club                                  | Stagioni da capitano | Presenze totali | Reti totali |
| -------------------- | ----- | ------------------------------------------------- | -------------------- | --------------- | ----------- |
| Vittorio Sardelli    | D     | 1938-1951                                         | 1947-1949 (2)        | 233             | 3           |
| Giulio Pellicari     | D     | 1948-1950                                         | 1949-1950 (1)        | 72              | 7           |
| Fosco Becattini      | D     | 1945-1961                                         | 1950-1951 (1)        | 425             | 1           |
| Camillo Achilli      | C     | 1951-1953                                         | 1951-1952 (1)        | 25              | 1           |
| Amedeo Cattani       | D     | 1942-1955                                         | 1952-1953 (1)        | 312             | 5           |
| Riccardo Carapellese | A     | 1953-1957                                         | 1953-1957 (4)        | 94              | 22          |
| Julio Abbadie        | A     | 1956-1960                                         | 1957-1958 (1)        | 95              | 24          |
| Rino Carlini         | C     | 1953-1963                                         | 1958-1961 (3)        | 206             | 0           |
| Vincenzo Occhetta    | C     | 1960-1964                                         | 1961-1964 (3)        | 107             | 1           |
| Giampiero Bassi      | C     | 1963-1968                                         | 1965-1967 (2)        | 152             | 0           |
| Antonio Colombo      | C     | 1961-1965 e 1966-1968                             | 1967 (2)             | 165             | 1           |
| Franco Rivara        | D     | 1956-1970                                         | 1967-1968 (1)        | 255             | 15          |
| Antonio Angelillo    | A     | 1968-1969                                         | 1968-1969 (1)        | 22              | 5           |
| Riccardo Mascheroni  | C     | 1967-1970                                         | 1969-1970 (1)        | 78              | 17          |
| Roberto Derlin       | C     | 1966-1969 e 1970-1974                             | 1970-1972 (2)        | 173             | 2           |
| Luigi Simoni         | C     | 1971-1974                                         | 1972-1974 (2)        | 88              | 13          |
| Giorgio Bittolo      | D/C   | 1967-1968 e 1969-1975                             | 1974-1975 (1)        | 80              | 1           |
| Sergio Rossetti      | D     | 1968-1977                                         | 1975-1977 (2)        | 221             | 1           |
| Roberto Pruzzo       | A     | 1973-1978                                         | 1977-1978 (1)        | 143             | 57          |
| Oscar Damiani        | A     | 1976-1979                                         | 1978-1979 (1)        | 87              | 35          |
| Claudio Onofri       | D     | 1976-1978 e 1979-1985                             | 1979-1985 (6)        | 215             | 3           |
| Claudio Testoni      | D     | 1980-1987                                         | 1985-1987 (2)        | 183             | 0           |
| Angelo Trevisan      | D     | 1985-1988                                         | 1987-1988 (1)        | 108             | 1           |
| Massimo Briaschi     | A     | 1981-1984 e 1987-1989                             | 1988-1989 (1)        | 122             | 34          |
| Gianluca Signorini   | D     | 1988-1995                                         | 1989-1995 (6)        | 207             | 5           |
| Vincenzo Torrente    | D     | 1985-2000                                         | 1995-2000 (5)        | 412             | 5           |
| Gennaro Ruotolo      | C     | 1988-2002                                         | 2000-2002 (2)        | 444             | 36          |
| Cosimo Francioso     | A     | 1998-2002                                         | 2002 (1)             | 132             | 88          |
| Marco Carparelli     | A     | 1999-2003 e 2005                                  | 2002-2003 (1)        | 139             | 41          |
| Simone Giacchetta    | D     | 2000-2003                                         | 2003 (1)             | 84              | 1           |
| Luca Cavallo         | C     | 1992-1994, 1995-1998 e 2003-2004                  | 2003-2004 (1)        | 109             | 4           |
| Giovanni Tedesco     | C     | 2004-2006                                         | 2004-2006 (2)        | 77              | 9           |
| Francesco Baldini    | D     | 2003-2006                                         | 2006 (2)             | 73              | 4           |
| Cristian Stellini    | D     | 2004-2007                                         | 2006-2007 (1)        | 95              | 5           |
| Marco Rossi          | C     | 2003-2004 e 2005-2013                             | 2007-2013 (6)        | 286             | 30          |
| Daniele Portanova    | D     | 2013-2014                                         | 2013-2014 (1)        | 36              | 2           |
| Luca Antonelli       | D     | 2011-2015                                         | 2014-2015 (1)        | 104             | 8           |
| Nicolás Burdisso     | D     | 2014-2017                                         | 2015-2017 (3)        | 108             | 0           |
| Mattia Perin         | P     | 2010-2011, 2013-2018 e 2020-2021                  | 2017-2018 (1)        | 201             | -262        |
| Domenico Criscito    | D     | 2003-2004, 2006-2007, 2008-2011, 2018-2022 e 2023 | 2018-2022 (4)        | 273             | 26          |
| Stefano Sturaro      | C     | 2013-2015, 2019-2021, 2021-2023                   | 2022-2023 (1)        | 99              | 4           |
| Milan Badelj         | C     | 2020-                                             | 2023- (1)            | 95              | 5           |

Dati aggiornati al 24 maggio 2023..

### Record presenze

Gennaro Ruotolo

| Campionato - 444 Gennaro Ruotolo (1988-2002) - 425 Fosco Becattini (1945-1961) - 412 Vincenzo Torrente (1985-2000) - 310 Amedeo Cattani (1942-1943, 1945-1955) - 299 Ottavio Barbieri (1919-1932) - 273 Domenico Criscito (2003-2004, 2006-2007, 2008-2011, 2018-2022, 2023) - 269 Renzo De Vecchi (1913-1915, 1919-1930) - 260 Giovanni De Prà (1921-1933) - 253 Marco Rossi (2003-2004, 2005-2013) - 248 Franco Rivara (1956-1970) | Coppa Italia - 47 Gennaro Ruotolo (1988-2002) - 37 Vincenzo Torrente (1985-2000) - 35 Claudio Onofri (1976-1978, 1979-1985) - 29 Stefano Eranio (1984-1992) - 28 Mario Bortolazzi (1990-1998) - 25 Nicola Caricola (1987-1994, 1994-1995) 25 Claudio Testoni (1980-1987) - 24 Mario Faccenda (1981-1987) - 22 Mario Genta (1935-1943) 22 Sergio Girardi (1974-1980) | Competizioni UEFA - 10 Mario Bortolazzi (1991-1992) 10 Gennaro Ruotolo (1991-1992) 10 Tomáš Skuhravý (1991-1992) - 9 Carlos Alberto Aguilera (1991-1992) 9 Simone Braglia (1991-1992) 9 Stefano Eranio (1991-1992) 9 Roberto Onorati (1991-1992) 9 Gianluca Signorini (1991-1992) - 8 Branco (1991-1992) 8 Nicola Caricola (1991-1992) 8 Giuseppe Sculli (2009-2010) 8 Vincenzo Torrente (1991-1992) |

| Serie A - 338 Fosco Becattini (1946-1951, 1953-1960) - 224 Amedeo Cattani (1942-1943, 1946-1951, 1953-1955) - 220 Domenico Criscito (2008-2011, 2018-2021) - 202 Mario Genta (1935-1943) - 201 Mattia Perin (2009-2011, 2013-2018, 2020-2021) - 197 Vittorio Sardelli (1938-1943, 1946-1951) - 196 Rino Carlini (1953-1960, 1962-1963) - 192 Gennaro Ruotolo (1989-1995) - 176 Goran Pandev (2015-2022) - 174 Vincenzo Torrente (1979-1981, 1984-1990, 1993-1998) | Serie B - 252 Gennaro Ruotolo (1988-1989, 1995-2002) - 238 Vincenzo Torrente (1985-1989, 1995-2000) - 174 Franco Rivara (1960-1962, 1965-1970) - 168 Sergio Rossetti (1968-1970, 1971-1973, 1974-1976) - 167 Davide Nicola (1992-1993, 1995-1998, 1999-2002) - 161 Marco Nappi (1988-1989, 1995-1999) - 140 Leonardo Grosso (1965-1970) - 139 Marco Carparelli (1999-2003, 2005) - 138 Massimo Mutarelli (1998-2002) - 133 Giorgio Bittolo (1967-1970, 1971-1973, 1974-1975) 133 Cosimo Francioso (1998-2002) 133 Sergio Girardi (1974-1976, 1978-1980) | Serie C/C1 - 37 Alberto Benini (1970-1971) 37 Antonio Lonardi (1970-1971) - 36 Giorgio Bittolo (1970-1971) 36 Roberto Derlin (1970-1971) - 35 Claudio Maselli (1970-1971) 35 Maurizio Turone (1970-1971) - 34 Marco Ambrogioni (2005-2006) - 33 Marco Rossi (2005-2006) - 32 Attilio Perotti (1970-1971) 32 Sergio Rossetti (1970-1971) |

### Record marcature

Tomáš Skuhravý

| In campionato - 96 Edoardo Catto (1921-1929) - 86 Virgilio Felice Levratto (1925-1932) - 81 Enrico Sardi (1913-1915, 1919-1921) - 76 Cosimo Francioso (1998-2002) - 75 Aristodemo Santamaria (1913-1919, 1922-1926) - 58 Attilio Frizzi (1951-1957) 58 Tomáš Skuhravý (1990-1995) - 57 Diego Milito (2004-2005, 2008-2009) 57 Roberto Pruzzo (1973-1978) - 48 Giorgio Dal Monte (1952-1955, 1956-1961) | Coppa Italia - 12 Cosimo Francioso (1998-2002) - 10 Roberto Pruzzo (1973-1978) - 8 Paolo Barison (1958-1960) - 7 Massimo Briaschi (1981-1984, 1987-1989) - 6 Krzysztof Piątek (2018-2019) - 5 Carlos Alberto Aguilera (1989-1992) 5 Marco Carparelli (1999-2003, 2005) 5 Giorgio Dal Monte (1958-1961) 5 Elói (1983-1985) 5 Ivan Firotto (1958) 5 Albert Guðmundsson (2022-2024) 5 Bruno Ispiro (1940-1943) 5 Marco Nappi (1988-1989, 1993-1994, 1995-1999) 5 Mario Perazzolo (1936-1941) 5 Roberto Russo (1979-1982) 5 Tomáš Skuhravý (1990-1996) | Competizioni UEFA - 8 Carlos Alberto Aguilera (1991-1992) - 3 Tomáš Skuhravý (1991-1992) - 2 Branco (1991-1992) 2 Hernán Crespo (2009-2010) 2 Luciano Gabriel Figueroa (2009-2010) 2 Giuseppe Sculli (2009-2010) - 1 Nicola Caricola (1991-1992) 1 Domenico Criscito (2009-2010) 1 Valeriano Fiorin (1991-1992) 1 Sergio Floccari (2009-2010) 1 Maurizio Iorio (1991-1992) 1 Houssine Kharja (2009-2010) 1 Rodrigo Palacio (2009-2010) 1 Alberto Zapater (2009-2010) |

| Serie A - 57 Tomáš Skuhravý (1990-1995) - 45 Ugo Conti (1939-1943) - 42 Elvio Banchero (1929-1932) 42 Giorgio Dal Monte (1953-1955, 1956-1960) - 41 Riccardo Dalla Torre (1946-1949) - 35 Rodrigo Palacio (2009-2012) - 33 Carlos Alberto Aguilera (1989-1992) - 32 Marco Borriello (2007-2008, 2012-2013, 2015) 32 Attilio Frizzi (1953-1957) - 31 Giacomo Neri (1939-1943) 31 Juan Carlos Verdeal (1946-1950) | Serie B - 76 Cosimo Francioso (1998-2002) - 42 Marco Carparelli (1999-2003, 2005) - 40 Marco Nappi (1988-1989, 1995-1999) - 34 Gastone Bean (1960-1962) - 33 Diego Milito (2003-2005) - 30 Roberto Pruzzo (1974-1976) - 26 Sidio Corradi (1971-1973, 1974-1976) 26 Attilio Frizzi (1951-1953) - 23 Luigi Marulla (1985-1988) - 21 Vincenzo Montella (1995-1996) | Serie C/C1 - 9 Sergio Cini (1970-1971) 9 Corrado Grabbi (2005-2006) 9 Walter Speggiorin (1970-1971) - 4 Francesco Baldini (2005-2006) 4 Lucas Rimoldi (2005-2006) 4 Cristian Stellini (2005-2006) - 3 Amedeo Balestrieri (1970-1971) 3 Sidio Corradi (1970-1971) 3 Giuseppe Greco (2005-2006) 3 Ivica Iliev (2006) 3 Marco Rossi (2005-2006) 3 Davide Sinigaglia (2006) |

### Record panchine

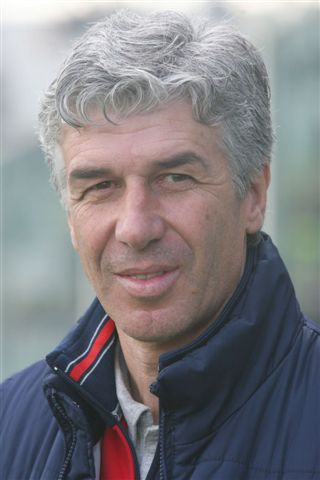
Gian Piero Gasperini

| In campionato - 420 William Garbutt (1912-1915, 1919-1927, 1937-1940, 1946-1948) - 274 Gian Piero Gasperini (2006-2010, 2013-2016) - 265 Luigi Simoni (1975-1978, 1980-1984, 1987-1988) - 144 Arturo Silvestri (1970-1974) - 132 Franco Scoglio (1988-1990, 1994, 2001) - 115 Davide Ballardini (2010-2011, 2013, 2017-2018, 2020-2021) - 109 Attilio Perotti (1986-1988, 1996-1997, 2006) - 100 Renzo De Vecchi (1927-1930, 1935) - 99 Osvaldo Bagnoli (1984-1986, 1998) - 94 Annibale Frossi (1957-1959, 1960-1961) | Coppa Italia - 41 Luigi Simoni (1975-1978, 1980-1984, 1987-1988) - 16 Franco Scoglio (1988-1990, 1994, 2001) - 15 Gian Piero Gasperini (2006-2010, 2014-2016) - 14 William Garbutt (1926-1927, 1937-1940) - 12 Tarcisio Burgnich (1984-1986) 12 Arturo Silvestri (1971-1974) - 11 Annibale Frossi (1958-1959, 1960-1961) - 10 Osvaldo Bagnoli (1990-1992) 10 Attilio Perotti (1986-1987, 1996-1997) - 7 Davide Ballardini (2010-2011, 2017-2018, 2020-2021) | Competizioni UEFA - 10 Osvaldo Bagnoli (1991-1992) - 8 Gian Piero Gasperini (2009-2010) |

| Serie A - 232 Gian Piero Gasperini (2007-2010, 2013-2016) - 150 Luigi Simoni (1976-1978, 1891-1984) - 148 William Garbutt (1937-1940, 1946-1948) - 115 Davide Ballardini (2010-2011, 2013, 2017-2018, 2020-2021) - 86 Renzo Magli (1955-1958) - 68 Osvaldo Bagnoli (1990-1992) 68 György Sárosi (1953-1955) - 62 Franco Scoglio (1989-1990, 1994) - 61 Manlio Bacigalupo (1949-1951) - 60 Guido Ara (1941-1943) | Serie B - 115 Luigi Simoni (1974-1976, 1980-1981, 1987-1988) - 100 Attilio Perotti (1986-1987, 1988, 1996-1997) - 94 Tarcisio Burgnich (1984-1986, 1997-1998) - 76 Arturo Silvestri (1971-1973) - 70 Franco Scoglio (1988-1989, 2000-2001) - 65 Aldo Campatelli (1967-1969) - 50 Giacinto Ellena (1952-1953) - 43 Luigi De Canio (2003-2004) - 42 Serse Cosmi (2004-2005) 42 Gian Piero Gasperini (2006-2007) | Serie C/C1 - 38 Arturo Silvestri (1970-1971) - 25 Giovanni Vavassori (2005-2006, 2006) - 9 Attilio Perotti (2006) |

## Tifoseria

### Cronistoria degli abbonamenti
| Anno    | Numero abbonati |
| ------- | --------------- |
| 1963-64 | 3.866           |
| 1964-65 | 2.060           |
| 1966-67 | 1.520           |
| 1967-68 | 2.757           |
| 1969-70 | ?               |
| 1970-71 | 3.954           |
| 1972-73 | 6.711           |
| 1973-74 | 5.673           |
| 1975-76 | 6.783           |
| 1976-77 | 9.655           |
| 1978-79 | 4.894           |
| 1979-80 | 6.378           |
| 1981-82 | 8.475           |
| 1982-83 | 10.958          |
| 1984-85 | 7.749           |
| 1985-86 | 6.638           |
| 1987-88 | 5.219           |
| 1988-89 | 14.750          |
| 1990-91 | 14.550          |
| 1991-92 | 19.767          |
| 1993-94 | 18.005          |
| 1994-95 | 16.202          |
| 1995-96 | 7.140           |
| 1996-97 | 6.728           |
| 1997-98 | 7.029           |
| 1998-99 | 9.717           |
| 1999-00 | 8.339           |
| 2000-01 | 11.841          |
| 2001-02 | 11.362          |
| 2002-03 | 4.590           |
| 2003-04 | 12.802          |
| 2004-05 | 14.733          |
| 2005-06 | 15.355          |
| 2006-07 | 14.818          |
| 2007-08 | 21.675          |
| 2008-09 | 22.856          |
| 2009-10 | 24.289          |
| 2010-11 | 19.358          |
| 2011-12 | 17.475          |
| 2012-13 | 16.791          |
| 2013-14 | 16.731          |
| 2014-15 | 16.502          |
| 2015-16 | 17.760          |
| 2016-17 | 18.041          |
| 2017-18 | 17.577          |
| 2018-19 | 18.004          |
| 2019-20 | 18.200          |
| 2022-23 | 20.239          |
| 2023-24 | 27.777          |
| 2024-25 | 28.093          |
| 2025-26 | 28.101          |

### Media spettatori
Tabella riassuntiva sugli spettatori del Genoa dalla stagione 2000-2001
| Campionato | Stagione  | Media  | Max.                 | Min.                    | Totale  |
| ---------- | --------- | ------ | -------------------- | ----------------------- | ------- |
| Serie A    | 2023-2024 | 31.934 | 33.275 vs Napoli     | 30.421 vs Verona        | 607.739 |
| Serie B    | 2022-2023 | 25.909 | 32.464 vs Ascoli     | 21.999 vs Venezia       | 492.272 |
| Serie A    | 2021-2022 | 12.641 | 30.136 vs Sampdoria  | 6.269 vs Fiorentina     | 240.182 |
| Serie A    | 2020-2021 | 0*     | -                    | -                       | -       |
| Serie A    | 2019-2020 | 21.637 | 30.658 vs Sampdoria  | 20.030 vs Udinese       | 268.306 |
| Serie A    | 2018-2019 | 21.632 | 31.756 vs Sampdoria  | 18.880 vs Udinese       | 411.004 |
| Serie A    | 2017-2018 | 20.941 | 32.288 vs Sampdoria  | 18.281 vs Atalanta      | 397.885 |
| Serie A    | 2016-2017 | 21.335 | 31.190 vs Sampdoria  | 18.686 vs Sassuolo      | 405.356 |
| Serie A    | 2015-2016 | 21.359 | 31.770 vs Sampdoria  | 19.061 vs Udinese       | 405.813 |
| Serie A    | 2014-2015 | 20.045 | 29.800 vs Sampdoria  | 17.568 vs Parma         | 380.855 |
| Serie A    | 2013-2014 | 20.055 | 29.878 vs Sampdoria  | 17.875 vs Lazio         | 381.041 |
| Serie A    | 2012-2013 | 19.740 | 29.218 vs Sampdoria  | 17.236 vs Cagliari      | 375.057 |
| Serie A    | 2011-2012 | 20.898 | 27.527 vs Juventus   | 18.957 vs Chievo        | 355.262 |
| Serie A    | 2010-2011 | 23.466 | 29.465 vs Sampdoria  | 21.347 vs Parma         | 445.861 |
| Serie A    | 2009-2010 | 27.007 | 33.265 vs Sampdoria  | 24.766 vs Catania       | 486.122 |
| Serie A    | 2008-2009 | 26.583 | 32.744 vs Juventus   | 23.942 vs Cagliari      | 505.079 |
| Serie A    | 2007-2008 | 24.745 | 31.618 vs Sampdoria  | 22.697 vs Siena         | 470.162 |
| Serie B    | 2006-2007 | 19.934 | 34.129 vs Juventus   | 16.250 vs Lecce         | 418.616 |
| Serie C1   | 2005-2006 | 17.577 | 25.664 vs Spezia     | 12.000 vs Pizzighettone | 298.814 |
| Serie B    | 2004-2005 | 21.449 | 33.951 vs Venezia    | 17.924 vs Salernitana   | 450.429 |
| Serie B    | 2003-2004 | 17.347 | 22.630 vs Fiorentina | 15.323 vs Avellino      | 398.983 |
| Serie B    | 2002-2003 | 12.371 | 35.051 vs Sampdoria  | 7.206 vs Verona         | 235.045 |
| Serie B    | 2001-2002 | 16.159 | 33.057 vs Sampdoria  | 6.643 vs Napoli         | 307.728 |
| Serie B    | 2000-2001 | 15.557 | 36.883 vs Sampdoria  | 12.728 vs Cagliari      | 295.580 |

- Tutti gli incontri della stagione 2020-2021, a causa della seconda, terza e quarta giornata, sono stati giocati a porte chiuse a causa delle restrizioni per la pandemia di COVID-19.
- Gli incontri della stagione 2021-2022 hanno avuto una capienza limitata fino al 31 marzo 2022 a causa delle restrizioni per la pandemia di COVID-19.